# 新克尔恩
新克尔恩（德語：Neukölln，德語：[nɔʏˈkœln] ⓘ），旧称里克斯多夫（德語：Rixdorf），是柏林的第八区，位于该市的南部，特色是许多威廉经济繁荣时期风格的奠基時代建筑，和柏林最高的移民比重。

## 分区

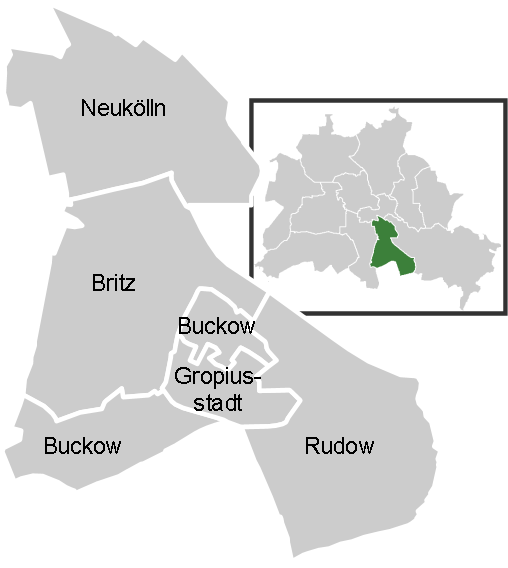
位置

- 新克尔恩
- 布里茨
- Buckow
- Rudow
- Gropiusstadt

## 友好城市
- 巴特亚姆，以色列
- 科隆，德国
- 莱昂贝格，德国
- 马里诺，意大利
- 韦茨拉尔，德国
- 法國 布洛涅-比扬古